# Allorrhina gounellei
Allorrhina gounellei är en skalbaggsart som beskrevs av Thierry Bourgoin 1911. Allorrhina gounellei ingår i släktet Allorrhina och familjen Cetoniidae. Inga underarter finns listade i Catalogue of Life.